# Musa Kadıoğlu
Musa Kadıoğlu (* 20. Mai 1971 in Bafra) ist ein türkischer Klassischer Archäologe.

## Leben
Musa Kadıoğlu studierte ab 1989 an der Universität Ankara und erwarb dort 1997 seinen Master. Ab 1998 studierte er an der Universität Freiburg, wo er 2002 bei Volker Michael Strocka promoviert wurde.
Bereits seit 1995 Assistent an der Universität Ankara, wurde er dort 2002 Doktor-Assistent, 2009 Dozent und 2011 Professor.
Er nahm an den Ausgrabungen in Stratonikeia (1990–1992; 1996–1998), Nysa am Mäander (1994–2009), Magnesia am Mäander (1995–1998), Alexandria Troas (1997–1998) und Erythrai (2003) teil. Seit 2010 leitet er die Ausgrabungen in Teos.
Er ist seit 2013 korrespondierendes Mitglied des Deutschen Archäologischen Instituts.

## Veröffentlichungen (Auswahl)
- Die Scaenae Frons des Theaters von Nysa am Mäander (= Forschungen in Nysa am Mäander Band 1). Zabern, Mainz 2006, ISBN 3-8053-3610-1 (zugleich Dissertation, Universität Freiburg 2002, Ursprungsfassung digital).
- mit Kutalmış Görkay, Stephen Mitchell: Roman Ancyra. Yapı Kredi Yayınları, Istanbul 2011, ISBN 978-975-08-2037-3.
- Das Gerontikon von Nysa am Mäander (= Forschungen in Nysa am Mäander Band 3). Zabern, Darmstadt 2014, ISBN 978-3-8053-4851-5.
- (Hrsg.): Teos. Inscriptions, cults and urban fabric. Turkiye İş Bankasi Kültür Yayınları, Istanbul 2021, ISBN 978-625-405-747-2.